# Alpii Stubai
Alpii Stubai sunt o subdiviziune a Alpilor Orientali Centrali, fiind situați la sud-vest de Innsbruck, între pasul Wipptal (Brennerpass) și valea Ötztal. Munții se întind în Tirol (Austria) și Tirolul de Sud (Italia).
Zone însemnate ale masivului, în special părțile sudice (Hochstubai), sunt acoperite de ghețari. Dintre aceștia, cel mai important este ghețarul Stubai. Din punct de vedere geologic, Alpii Stubai sunt alcătuiți din gnaise și calcare.

## Munți învecinați

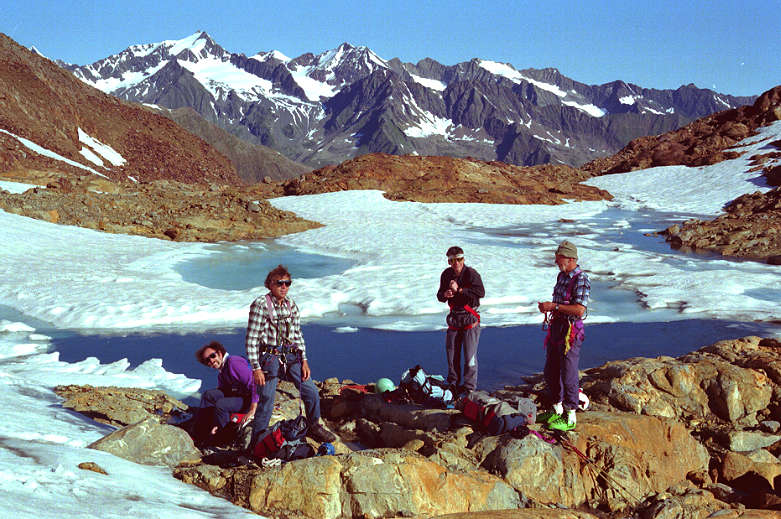
Vf. Ruderhofspitze văzut dinspre Aperen-Feuerstein-Ferner

- Zillertaler Alpen
- Ötztaler Alpen
- Nördliche Kalkalpen
- Mieminger Gebirge
- Alpii Tux

## Vârfuri

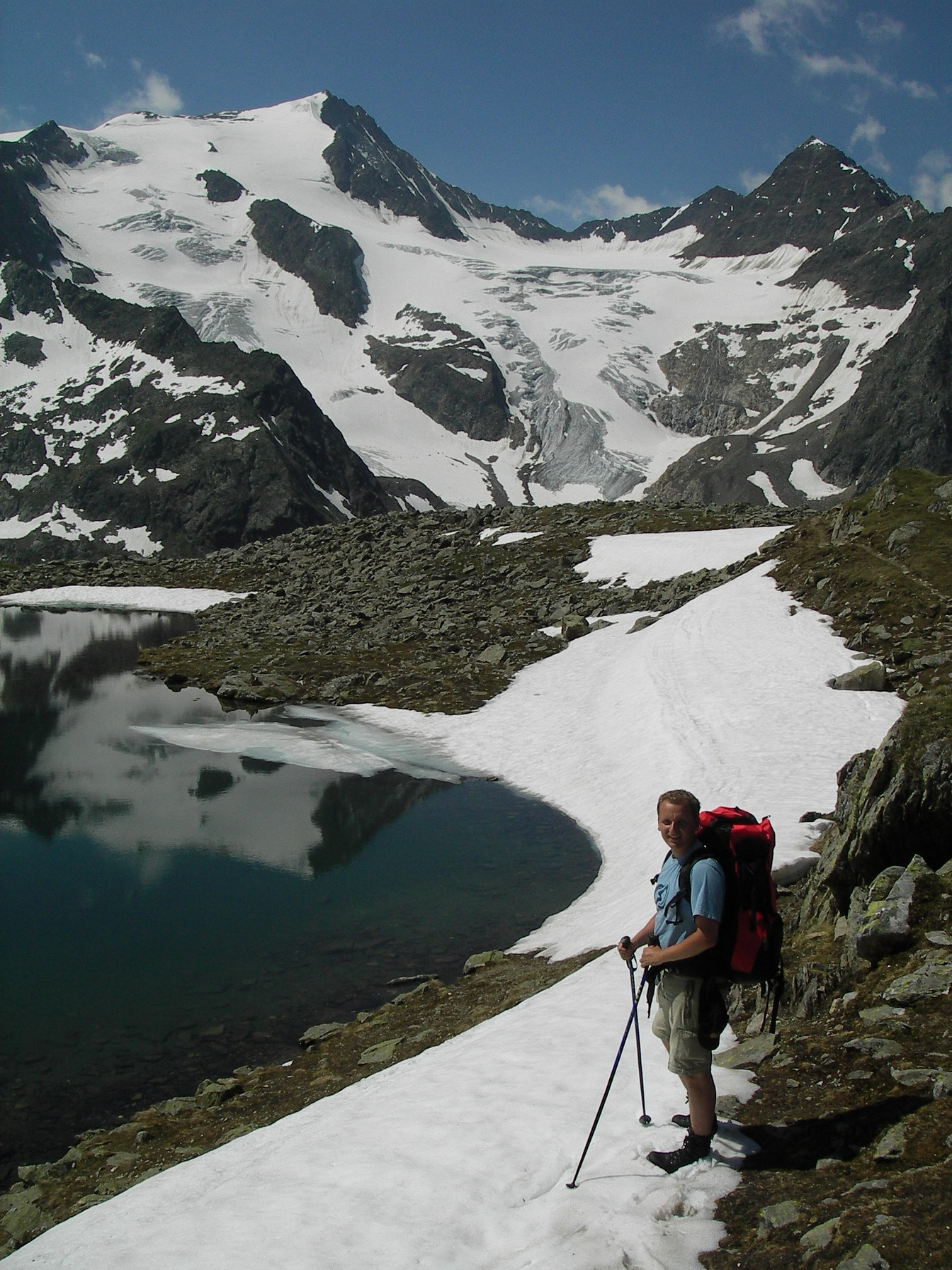
Gheţarul de pe Wilden Freiger

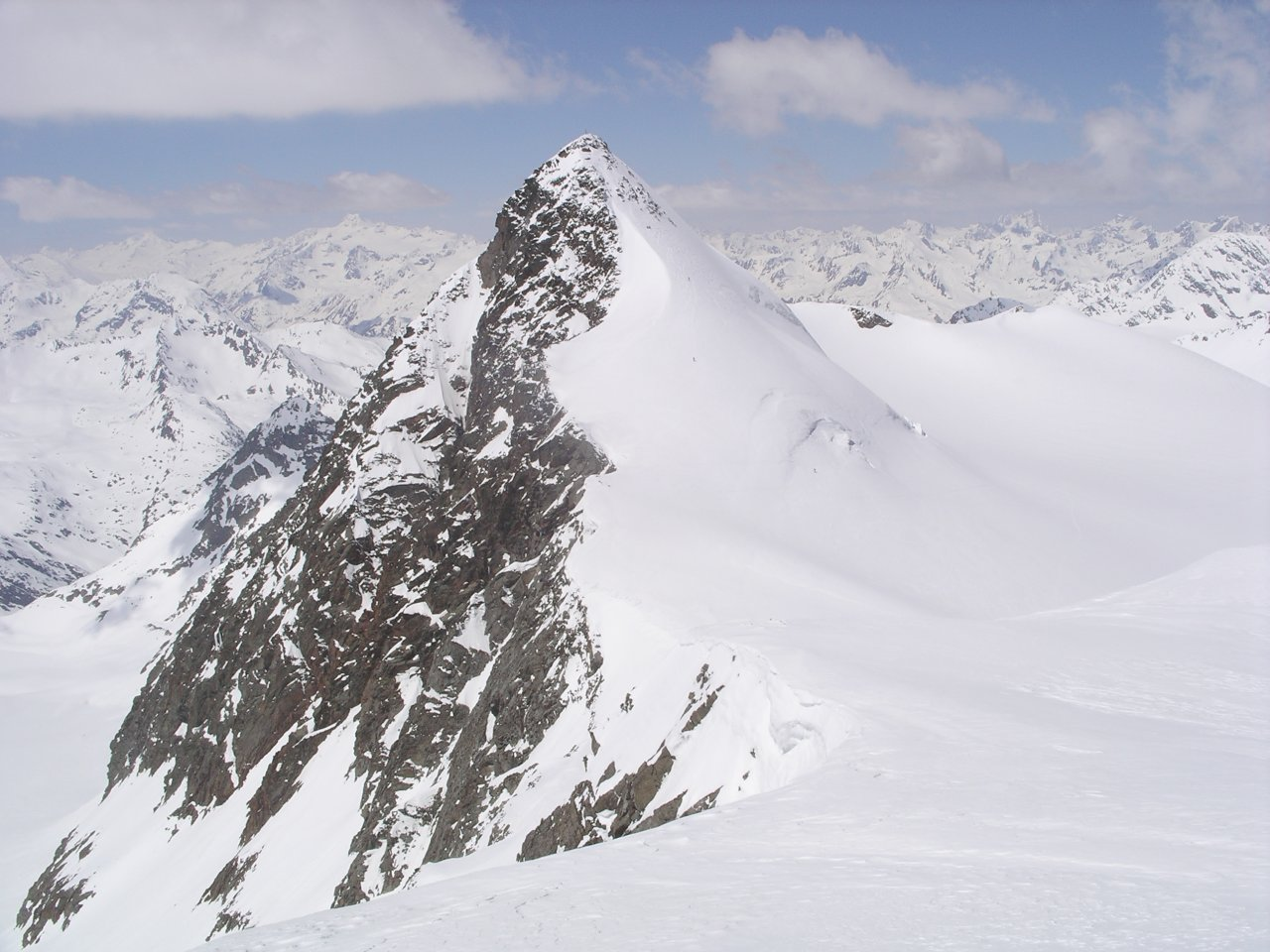
Vârful Zuckerhütl (3.507 m)

- Zuckerhütl, 3.507 m
- Schrankogel, 3.497 m
- Pfaffenschneid, 3.488 m
- Ruderhofspitze, 3.473 m
- Sonklarspitze, 3.467 m
- Wilder Pfaff, 3.458 m
- Wilder Freiger, 3.419 m
- Östliche Seespitze, 3.416 m
- Schrandele, 3.393 m
- Hohes Eis, 3.388 m
- Wilde Leck, 3.361 m
- Stubaier Wildspitze, 3.340 m
- Schaufelspitze, 3.333 m
- Breiter Grießkogel, 3.295 m
- Habicht, 3.277 m
- Östlicher Feuerstein, 3.268 m
- Pflerscher Tribulaun, 3.096 m
- Hohe Villerspitze, 3.092 m
- Roter Kogel, 2832 m
- Gamskogel, 2.815 m
- Schlicker Seespitze, 2.804 m
- Serles, 2.718 m
- Hoher Burgstall, 2.613 m
- Elferspitze, 2.505 m
- Saile (Nockspitze), 2.406 m